# Solitari de l'illa de Rodrigues
El solitari de l'illa Rodrigues o solitari de Rodrigues (Pezophaps solitaria) era un ocell no volador extint que era endèmic de l'illa de Rodrigues, a l'est de Madagascar, a l'oceà Índic.
Genèticament dins de la família dels Columbidae, estava més estretament relacionat amb el també extingit dodo de l'illa propera Maurici, els dos formant la subfamília dels ràfids. El colom de Nicobar (Caloenas nicobarica) és el seu parent genètic viu més proper.
Els solitari de Rodrigues creixien fins a la mida dels cignes i van demostrar un dimorfisme sexual pronunciat. Els mascles eren molt més grossos que les femelles i mesuraven fins a 90 cm de llarg i 28 kg de pes, en contrast amb els 70 cm i 17 kg de les femelles. El seu plomatge era gris i marró; la femella era més pàl·lida que el mascle. Tenia una protuberància negra a la base del bec una mica ganxot, i el coll i les potes eren llargs. Els dos sexes eren molt territorials, amb grans protuberàncies negres a les ales que s'utilitzaven en combat. El solitari de Rodrigues posava un únic ou que era incubat pels dos sexes. Les pedres del pedrer ajudava a digerir el seu menjar, que incloïa fruita i llavors.
Esmentat per primera vegada durant el segle xvii, el solitari de Rodrigues va ser descrit en detall per François Leguat, el cap d'un grup de refugiats hugonots francesos que van ser abandonats a Rodrigues el 1691-1693. El solitari de Rodrigues va ser caçat pels humans i pels animals introduïts, i es va extingir a finals del segle xviii.
A part del relat i el dibuix de Leguat, i algunes altres descripcions contemporànies, no es va saber res de l'ocell fins que es van trobar uns quants ossos subfòssils en una cova el 1786. Posteriorment s'han excavat milers d'ossos. És l'únic ocell extingit amb una antiga constel·lació que porta el seu nom, Turdus Solitarius.

## Taxonomia
L'explorador francès François Leguat va ser el primer a referir-se a l'ocell com a «solitaire» («solitari», en referència als seus hàbits solitaris), però s'ha suggerit que va agafar el nom d'un tractat de 1689 del seu patrocinador, el marquès Henri Duquesne, que utilitzava el nom «solitaire» en referència a l'ibis de la Reunió (Threskiornis solitarius). L'ocell va ser nomenat científicament per primera vegada l'any 1789 com a espècie de dodo (Didus solitarius, basat en la descripció de Leguat) pel naturalista alemany Johann Friedrich Gmelin a la tretzena edició de Systema Naturae. El 1786, es van descobrir en una cova ossos subfòssils del solitari de Rodrigues incrustats en estalagmites i enviats al naturalista francès Georges Cuvier cap al 1830. Per motius desconeguts, va afirmar que s'havien trobat recentment a Maurici, fet que va causar confusió, fins que es van comparar amb altres ossos de Rodrigues que es van trobar que pertanyien a la mateixa espècie.
Els naturalistes anglesos Hugh Edwin Strickland i Alexander Gordon Melville van suggerir la comuna descendència del solitari de Rodrigues i del dodo el 1848. Van disseccionar l'únic exemplar de dodo conegut amb teixit tou, comparant-lo amb les poques restes de solitari de Rodrigues disponibles aleshores. Strickland va afirmar que, tot i que no són idèntics, aquests ocells compartien molts trets distintius en els ossos de les cames, que d'altra banda només es coneixien als coloms. El fet que el solitari de Rodrigues ponia només un ou, fos frugívor, monògam i cuidés les seves cries també va donar suport a aquesta relació. Strickland va reconèixer la seva distinció genèrica i va anomenar el nou gènere Pezophaps (del grec antic πεζός «pezos», pedestre) i  φάψ («haps», colom). Les diferències entre els sexes de l'ocell eren tan grans que Strickland va pensar que pertanyien a dues espècies, anomenant l'ocell femella més petit Pezophaps minor.
Durant la dècada del 1860 es van recuperar subfòssils addicionals, però es van trobar restes més completes durant el trànsit de Venus de 1874, ja que es va localitzar una estació d'observació a l'illa. Moltes d'aquestes excavacions van ser sol·licitades pels ornitòlegs (i germans) anglesos Alfred Newton i Edward Newton, que les van utilitzar per descriure l'osteologia de l'ocell amb detall. Es van excavar milers d'ossos i es van compondre esquelets muntats a partir de les restes de diversos exemplars. L'estudi de les característiques esquelètiques dels Newton va indicar que el solitari era morfològicament intermedi entre el dodo i els coloms ordinaris, però es diferenciava d'ells pel seu únic pom carpià.

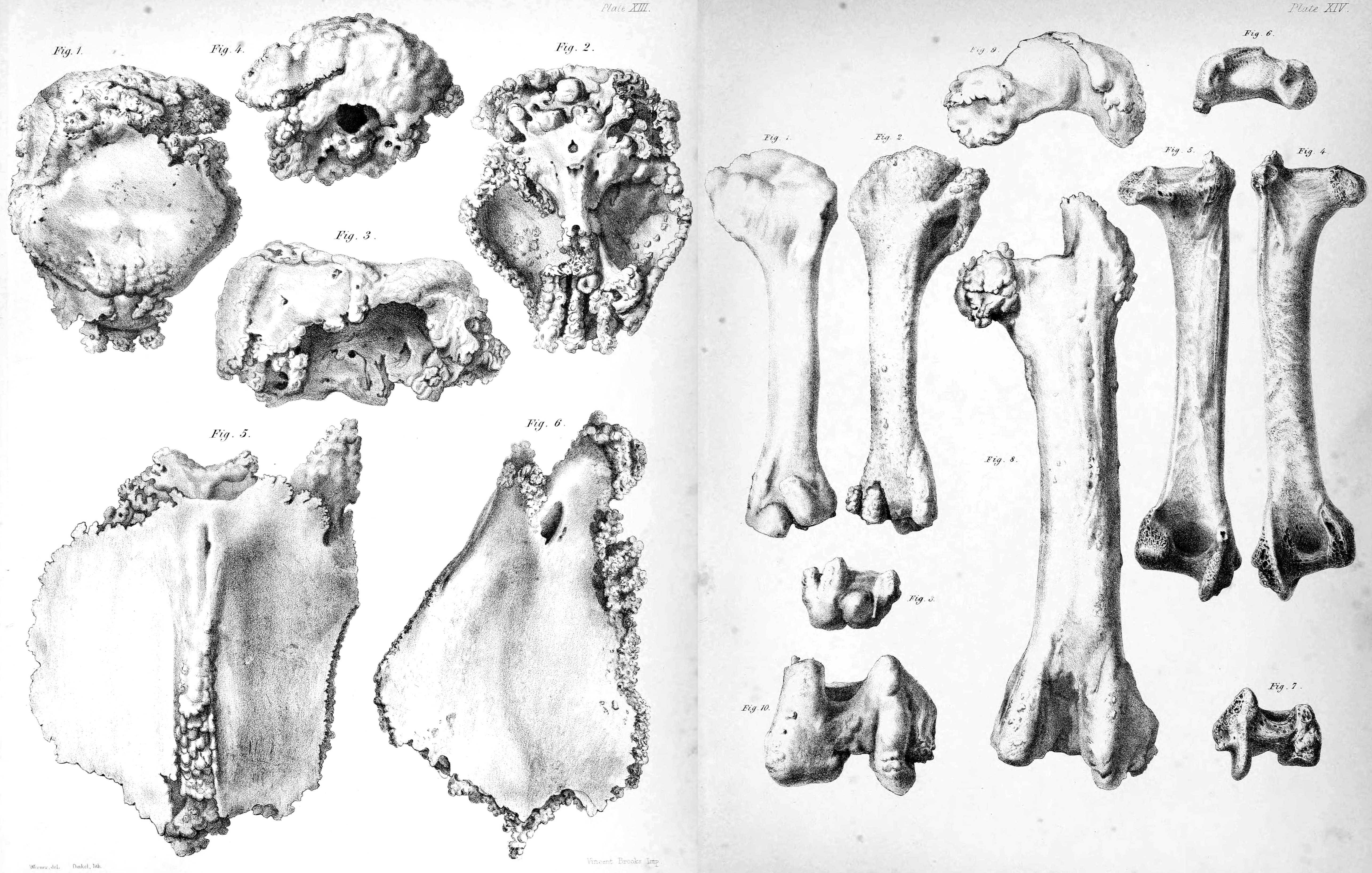
Les primeres restes incrustades en estalagmites d'aquest ocell conegudes el 1848

Alguns científics creien que la Reunió era la llar no només d'un «dodo blanc», sinó també d'un ocell blanc semblant al solitari de Rodrigues, que ara es creu que són interpretacions errònies dels antics informes de l'ibis de la Reunió. Una descripció atípica del segle xvii d'un dodo i ossos trobats a Rodrigues, ara se sap que pertanyien al solitari de Rodrigues, va portar el taxidermista britànic Abraham Dee Bartlett a anomenar una nova espècie, Didus nazarenus; ara és un sinònim júnior d'aquesta espècie.
En un moment es va suggerir que l'esquelet d'aquesta espècie és el millor descrit després del dels humans. Malgrat l'evidència, alguns estudiosos posteriors dubtaven de la història de Leguat i de l'existència del solitari de Rodrigues. El 1921, el lingüista estatunidenc Geoffroy Atkinson va afirmar que les memòries de Leguat eren només una novel·la, i que l'home ni tan sols havia existit, i el 1955, l'ecologista britànic George Evelyn Hutchinson va dubtar d'aspectes de la biologia de l'ocell esmentats per Leguat. Avui dia, s'accepta àmpliament que les memòries de Leguat són observacions creïbles de l'ocell en vida.
Durant molts anys el dodo i el solitari de Rodrigues van ser col·locats en una família pròpia, els ràfids (Raphidae, abans Dididae), perquè les seves relacions exactes amb altres coloms estaven sense resoldre. Cadascun també es va situar en una família monotípica (Raphidae i Pezophapidae, respectivament), ja que es pensava que havien evolucionat les seves semblances de manera independent. Des d'aleshores, l'anàlisi osteològica i d'ADN ha portat a la dissolució de la família Raphidae, i el dodo i el solitari de Rodrigues ara es troben a la seva pròpia subfamília, Raphinae, dins de la família Columbidae.

## Evolució
L'any 2002, la genetista estatunidenca Beth Shapiro i els seus col·legues van analitzar per primera vegada l'ADN del dodo i del solitari de Rodrigues. La comparació del citocrom b mitocondrial i de les seqüències 12S d'ARNr aïllades del fèmur d'un solitari de Rodrigues i el tars d'un dodo va confirmar la seva estreta relació i la seva col·locació dins dels Columbidae. Es va interpretar que l'evidència genètica mostrava que el colom de Nicòbar (Caloenas nicobarica) del sud-est asiàtic era el seu parent viu més proper, seguit dels goura de Victòria (Goura victoria) de Nova Guinea i el colom becut (Didunculus strigirostris) (de forma superficial semblant a un dodo), de Samoa. Aquest clade està format per coloms endèmics de les illes que habiten generalment a terra.
El cladograma següent mostra les relacions més properes del dodo i el solitari de Rodrigues dins de Columbidae, basat en [Shapiro et al. 2002]:
|  | Caloenas nicobarica (Colom de Nicobar)                                                                   |
|  | |
|  | \| \| Pezophaps solitaria (Solitari de Rodrigues) \| \| \| \| \| \| Raphus cucullatus (Dodo) \| \| \| \| |
|  | |
|  | Pezophaps solitaria (Solitari de Rodrigues)                                                              |
|  | |
|  | Raphus cucullatus (Dodo)                                                                                 |
|  | |

|  | Pezophaps solitaria (Solitari de Rodrigues) |
|  |                                             |
|  | Raphus cucullatus (Dodo)                    |
|  |                                             |

|  | Caloenas nicobarica (Colom de Nicobar)                                                                   |
|  | |
|  | \| \| Pezophaps solitaria (Solitari de Rodrigues) \| \| \| \| \| \| Raphus cucullatus (Dodo) \| \| \| \| |
|  | |
|  | Pezophaps solitaria (Solitari de Rodrigues)                                                              |
|  | |
|  | Raphus cucullatus (Dodo)                                                                                 |
|  | |

|  | Pezophaps solitaria (Solitari de Rodrigues) |
|  |                                             |
|  | Raphus cucullatus (Dodo)                    |
|  |                                             |

|  | Caloenas nicobarica (Colom de Nicobar)                                                                   |
|  | |
|  | \| \| Pezophaps solitaria (Solitari de Rodrigues) \| \| \| \| \| \| Raphus cucullatus (Dodo) \| \| \| \| |
|  | |
|  | Pezophaps solitaria (Solitari de Rodrigues)                                                              |
|  | |
|  | Raphus cucullatus (Dodo)                                                                                 |
|  | |

|  | Pezophaps solitaria (Solitari de Rodrigues) |
|  |                                             |
|  | Raphus cucullatus (Dodo)                    |
|  |                                             |

|  | Caloenas nicobarica (Colom de Nicobar)                                                                   |
|  | |
|  | \| \| Pezophaps solitaria (Solitari de Rodrigues) \| \| \| \| \| \| Raphus cucullatus (Dodo) \| \| \| \| |
|  | |
|  | Pezophaps solitaria (Solitari de Rodrigues)                                                              |
|  | |
|  | Raphus cucullatus (Dodo)                                                                                 |
|  | |

|  | Pezophaps solitaria (Solitari de Rodrigues) |
|  |                                             |
|  | Raphus cucullatus (Dodo)                    |
|  |                                             |

|  | Caloenas nicobarica (Colom de Nicobar)                                                                   |
|  | |
|  | \| \| Pezophaps solitaria (Solitari de Rodrigues) \| \| \| \| \| \| Raphus cucullatus (Dodo) \| \| \| \| |
|  | |
|  | Pezophaps solitaria (Solitari de Rodrigues)                                                              |
|  | |
|  | Raphus cucullatus (Dodo)                                                                                 |
|  | |

|  | Pezophaps solitaria (Solitari de Rodrigues) |
|  |                                             |
|  | Raphus cucullatus (Dodo)                    |
|  |                                             |

|  | Caloenas nicobarica (Colom de Nicobar)                                                                   |
|  | |
|  | \| \| Pezophaps solitaria (Solitari de Rodrigues) \| \| \| \| \| \| Raphus cucullatus (Dodo) \| \| \| \| |
|  | |
|  | Pezophaps solitaria (Solitari de Rodrigues)                                                              |
|  | |
|  | Raphus cucullatus (Dodo)                                                                                 |
|  | |

|  | Pezophaps solitaria (Solitari de Rodrigues) |
|  |                                             |
|  | Raphus cucullatus (Dodo)                    |
|  |                                             |

|  | Caloenas nicobarica (Colom de Nicobar)                                                                   |
|  | |
|  | \| \| Pezophaps solitaria (Solitari de Rodrigues) \| \| \| \| \| \| Raphus cucullatus (Dodo) \| \| \| \| |
|  | |
|  | Pezophaps solitaria (Solitari de Rodrigues)                                                              |
|  | |
|  | Raphus cucullatus (Dodo)                                                                                 |
|  | |

|  | Pezophaps solitaria (Solitari de Rodrigues) |
|  |                                             |
|  | Raphus cucullatus (Dodo)                    |
|  |                                             |

|  | Caloenas nicobarica (Colom de Nicobar)                                                                   |
|  | |
|  | \| \| Pezophaps solitaria (Solitari de Rodrigues) \| \| \| \| \| \| Raphus cucullatus (Dodo) \| \| \| \| |
|  | |
|  | Pezophaps solitaria (Solitari de Rodrigues)                                                              |
|  | |
|  | Raphus cucullatus (Dodo)                                                                                 |
|  | |

|  | Pezophaps solitaria (Solitari de Rodrigues) |
|  |                                             |
|  | Raphus cucullatus (Dodo)                    |
|  |                                             |

|  | Caloenas nicobarica (Colom de Nicobar)                                                                   |
|  | |
|  | \| \| Pezophaps solitaria (Solitari de Rodrigues) \| \| \| \| \| \| Raphus cucullatus (Dodo) \| \| \| \| |
|  | |
|  | Pezophaps solitaria (Solitari de Rodrigues)                                                              |
|  | |
|  | Raphus cucullatus (Dodo)                                                                                 |
|  | |

|  | Pezophaps solitaria (Solitari de Rodrigues) |
|  |                                             |
|  | Raphus cucullatus (Dodo)                    |
|  |                                             |

|  | Caloenas nicobarica (Colom de Nicobar)                                                                   |
|  | |
|  | \| \| Pezophaps solitaria (Solitari de Rodrigues) \| \| \| \| \| \| Raphus cucullatus (Dodo) \| \| \| \| |
|  | |
|  | Pezophaps solitaria (Solitari de Rodrigues)                                                              |
|  | |
|  | Raphus cucullatus (Dodo)                                                                                 |
|  | |

|  | Pezophaps solitaria (Solitari de Rodrigues) |
|  |                                             |
|  | Raphus cucullatus (Dodo)                    |
|  |                                             |

|  | Caloenas nicobarica (Colom de Nicobar)                                                                   |
|  | |
|  | \| \| Pezophaps solitaria (Solitari de Rodrigues) \| \| \| \| \| \| Raphus cucullatus (Dodo) \| \| \| \| |
|  | |
|  | Pezophaps solitaria (Solitari de Rodrigues)                                                              |
|  | |
|  | Raphus cucullatus (Dodo)                                                                                 |
|  | |

|  | Pezophaps solitaria (Solitari de Rodrigues) |
|  |                                             |
|  | Raphus cucullatus (Dodo)                    |
|  |                                             |

|  | Caloenas nicobarica (Colom de Nicobar)                                                                   |
|  | |
|  | \| \| Pezophaps solitaria (Solitari de Rodrigues) \| \| \| \| \| \| Raphus cucullatus (Dodo) \| \| \| \| |
|  | |
|  | Pezophaps solitaria (Solitari de Rodrigues)                                                              |
|  | |
|  | Raphus cucullatus (Dodo)                                                                                 |
|  | |

|  | Pezophaps solitaria (Solitari de Rodrigues) |
|  |                                             |
|  | Raphus cucullatus (Dodo)                    |
|  |                                             |

|  | Caloenas nicobarica (Colom de Nicobar)                                                                   |
|  | |
|  | \| \| Pezophaps solitaria (Solitari de Rodrigues) \| \| \| \| \| \| Raphus cucullatus (Dodo) \| \| \| \| |
|  | |
|  | Pezophaps solitaria (Solitari de Rodrigues)                                                              |
|  | |
|  | Raphus cucullatus (Dodo)                                                                                 |
|  | |

|  | Pezophaps solitaria (Solitari de Rodrigues) |
|  |                                             |
|  | Raphus cucullatus (Dodo)                    |
|  |                                             |

|  | Caloenas nicobarica (Colom de Nicobar)                                                                   |
|  | |
|  | \| \| Pezophaps solitaria (Solitari de Rodrigues) \| \| \| \| \| \| Raphus cucullatus (Dodo) \| \| \| \| |
|  | |
|  | Pezophaps solitaria (Solitari de Rodrigues)                                                              |
|  | |
|  | Raphus cucullatus (Dodo)                                                                                 |
|  | |

|  | Pezophaps solitaria (Solitari de Rodrigues) |
|  |                                             |
|  | Raphus cucullatus (Dodo)                    |
|  |                                             |

|  | Caloenas nicobarica (Colom de Nicobar)                                                                   |
|  | |
|  | \| \| Pezophaps solitaria (Solitari de Rodrigues) \| \| \| \| \| \| Raphus cucullatus (Dodo) \| \| \| \| |
|  | |
|  | Pezophaps solitaria (Solitari de Rodrigues)                                                              |
|  | |
|  | Raphus cucullatus (Dodo)                                                                                 |
|  | |

|  | Pezophaps solitaria (Solitari de Rodrigues) |
|  |                                             |
|  | Raphus cucullatus (Dodo)                    |
|  |                                             |

|  | Caloenas nicobarica (Colom de Nicobar)                                                                   |
|  | |
|  | \| \| Pezophaps solitaria (Solitari de Rodrigues) \| \| \| \| \| \| Raphus cucullatus (Dodo) \| \| \| \| |
|  | |
|  | Pezophaps solitaria (Solitari de Rodrigues)                                                              |
|  | |
|  | Raphus cucullatus (Dodo)                                                                                 |
|  | |

|  | Pezophaps solitaria (Solitari de Rodrigues) |
|  |                                             |
|  | Raphus cucullatus (Dodo)                    |
|  |                                             |

El 2007 es va publicar un cladograma similar, invertint la col·locació de Goura i Didunculus i incloent el colom faisà (Otidiphaps nobilis) i el Trugon terrestris a la base del clade. A partir d'evidències de comportament i morfologia, Jolyon C. Parish va proposar que el dodo i el solitari deRodrigues s'haguessin de col·locar a la subfamília Gourinae juntament amb els goura de Victòria i altres, d'acord amb l'evidència genètica. L'any 2014 es va analitzar l'ADN de l'únic exemplar conegut del colom de Liverpool (Caloenas maculata) recentment extingit i es va trobar que era un parent proper del colom de Nicobar i, per tant, també del dodo i del solitari de Rodrigues.
L'estudi de 2002 va indicar que els avantpassats del solitari de Rodrigues i del dodo divergien al voltant del límit Paleogen-Neogen. Les illes Mascarenyes (Maurici, Reunió i Rodrigues), són d'origen volcànic i tenen menys de 10 milions d'anys. Per tant, els avantpassats d'ambdós ocells probablement van conservar la capacitat de volar durant un temps considerable després de la separació del seu llinatge. El colom de Nicobar i el colom de Liverpoool es van col·locar a la base d'un llinatge que conduïa als Raphinae, la qual cosa indica que els ràfids no voladors tenien avantpassats que podien volar, eren semiterrestres i no habitaven a les illes. Això, al seu torn, dona suport a la hipòtesi que els avantpassats d'aquests ocells van arribar a les illes Mascarenyes fent salts d'illa en illa des del sud d'Àsia. La manca de mamífers d'herbívors que competien pels recursos en aquestes illes va permetre que el solitari de Rodrigues i el dodo assoleixin mides molt grans. El dodo va perdre la capacitat de volar a causa de la manca de mamífers depredadors a Maurici.
Un altre colom gran i no volador, el colom gegant de Viti Levu (Natunaornis gigoura), es va descriure l'any 2001 a partir de material subfòssil de Fiji. Era només una mica més petit que el solitari de Rodrigues i el dodo, i també es creu que estava relacionat amb els Goura.

## Descripció

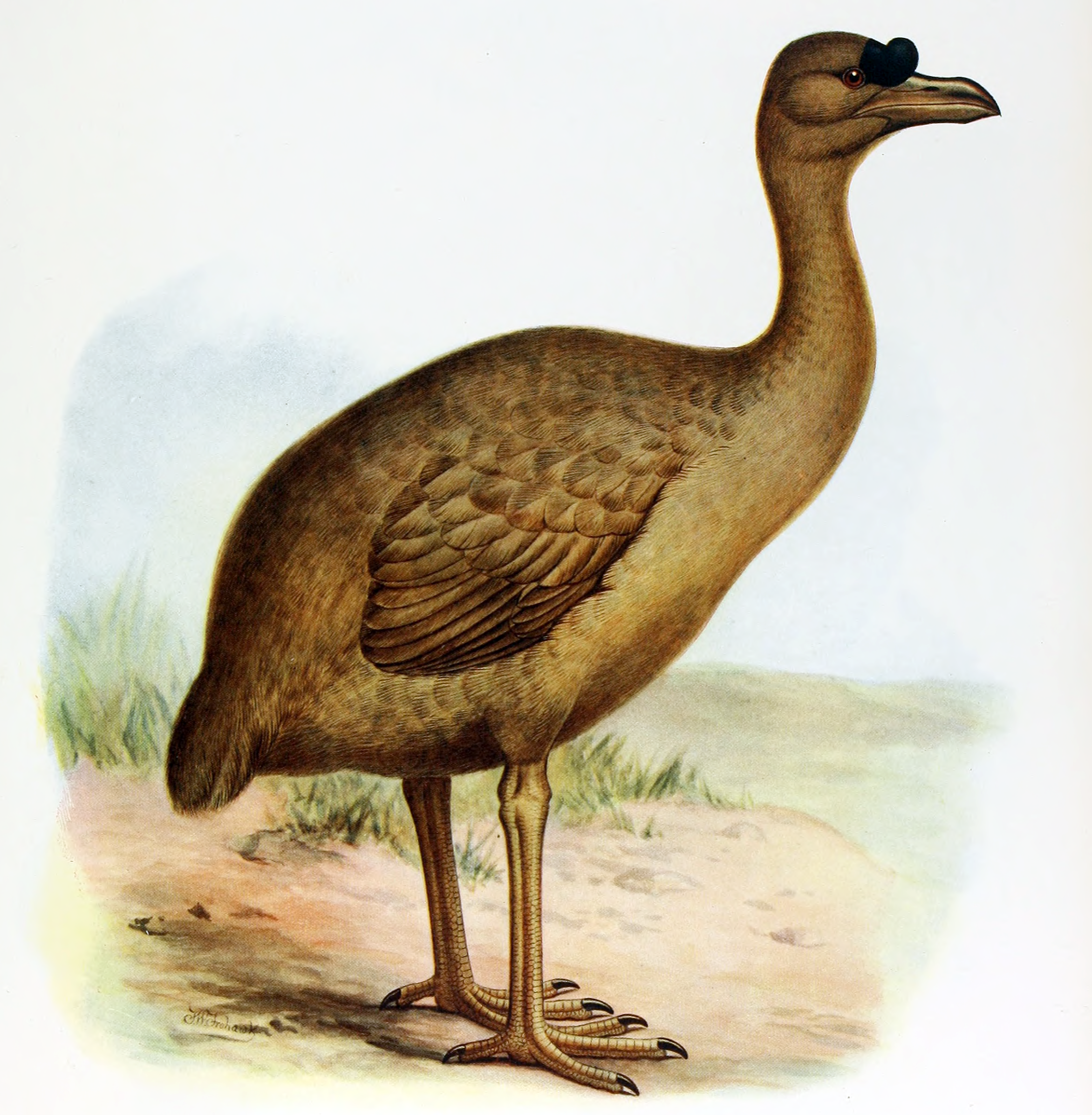
Restauració d'un solitari de l'illa Rodrigues per Frederick William Frohawk, 1907

El bec del solitari de Rodrigues s'assemblava una mica a un garfi, i el coll i les potes eren llargues. Un observador el va descriure com la mida d'un cigne.
El crani feia 170 mm de llarg, aplanat a la part superior amb les parts anteriors i posteriors elevades en dues crestes òssies estructurades amb ossos esponjosos. Una protuberància de color negra (una descripció contemporània la descrivia com una «diadema») apareixia al seu cap just darrere de la base del bec. El plomatge del solitari de Rodrigues va ser descrit com a gris i marró. Les femelles eren més pàl·lides que els mascles i tenien protuberàncies de color clar a la part inferior del coll.
El dimorfisme sexual en la mida en aquesta espècie és potser el més gran en qualsevol ocell neognat. Els mascles eren considerablement més grossos que les femelles, mesuraven 90 cm de llargada i pesaven fins a 28 kg, mentre que les femelles feien 70 cm i pesaven 17 kg. Això és només el 60% del pes d'un mascle madur. El seu pes pot haver variat substancialment a causa dels cicles d'engreix, el que significa que els individus estaven greixos durant les estacions fresques, però prims durant les estacions de calor, i poden haver estat fins a 21 kg en els mascles i 13 kg en les femelles. Tot i que els ocells mascles solen ser més grossos que les femelles, no hi ha evidència directa que els exemplars més grossos siguin realment els mascles de l'espècie, i això només s'ha suposat basant-se en els primers treballs. Tot i que probablement el mascle era més gran, això només es pot confirmar mitjançant tècniques de determinació del sexe a nivell molecular, i no només per la morfologia esquelètica.
Els membres d'ambdós sexes posseïen una gran protuberància òssia tuberosa d'exostosi situada a la base del carpometacarp de cada canell. Altres ossos de les ales també mostren de vegades estructures similars. Aquesta protuberància tenia un aspecte semblant a la col-i-flor i constava de fins a dos o tres lòbuls. Les protuberàncies eren aproximadament la meitat de la longitud del metacarp, eren més grans en els mascles que en les femelles i es descriuen com la mida d'una bala de mosquetó. Un estudi va mesurar que la protuberància més gran tenia 32,9 mil·límetres de diàmetre. Les protuberàncies varien de mida segons els individus i estaven totalment absents del 58% dels exemplars examinats per a l'estudi. Es creu que són ocells immadurs o sense territori. Els carpometacarp dels mascles sense les protuberàncies eren de mitjana més petits que els que en tenien, però hi havia poca diferència entre les femelles. En vida, les protuberàncies haurien estat cobertes per un resistent tegument cartilaginós o queratinós, que els hauria fet semblar encara més grans. També es coneixen els esperons i les durícies carpianes d'altres ocells existents i extingits. Dins dels Columbidae, els goura i el colom gegant de Viti Levu tenen protuberàncies al carpometacarp que són similars a les de la femella del solitari de Rodrigues. Altres exemples coneguts es poden veure en algunes espècies d'ànecs com l'ànec torrenter (Merganetta armata), el colom antàrtic (Chionis sp.), els xahàs (Anhimidae), els Tachyeres, l'oca d'esperons (Plectropterus gambensis), i l'extingit ibis de Jamaica (Xenicibis xympithecus).
El solitari de Rodrigues compartia trets amb el dodo, el seu parent més proper, com ara la mida i les característiques del crani, la pelvis i l'estèrnum. Es diferenciava en altres aspectes; era més alt i esvelt que el dodo i tenia un crani i un bec més petits, un sostre de crani més pla i òrbites més grans. El seu coll i potes eren proporcionalment més llargs, i el dodo no posseïa un equivalent a la protuberància carpiana del solitari de Rodrigues. Moltes característiques esquelètiques del solitari de Rodrigues i del dodo que són úniques entre els coloms han evolucionat per adaptar-se a no volar. Els seus elements pèlvics eren més gruixuts que els dels ocells voladors (per suportar el seu major pes), i la seva regió pectoral i les ales eren pedomòrfiques (subdesenvolupats, conservant les característiques juvenils). Tanmateix, el crani, el tronc i les extremitats pèlviques eren peramòrfics, el que significa que van canviar considerablement amb la maduresa.

### Descripcions contemporànies

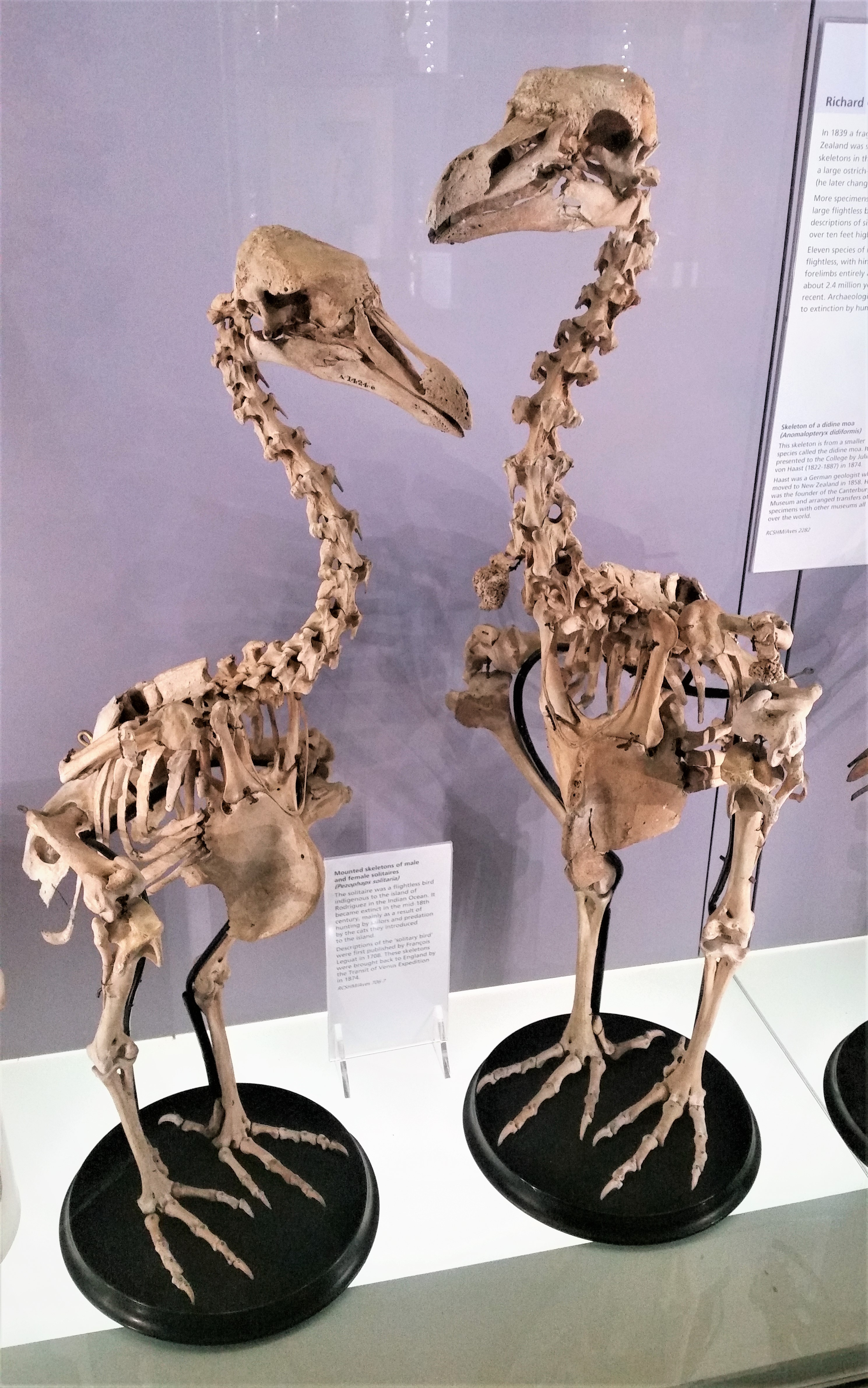
Esquelets d'una femella i un mascle. Museu Hunterian

A part de la representació bastant senzilla de François Leguat, l'aspecte vital del solitari de Rodrigues només es coneix per un grapat de descripcions; no sobreviuen restes de teixits tous. Leguat va dedicar tres pàgines de les seves memòries al solitari de Rodrigues, i va quedar clarament impressionat per l'ocell. Va descriure el seu aspecte de la següent manera:
| « | De tots els ocells de l'illa, el més remarcable és el que rep el nom de «solitari», perquè es veu molt poques vegades en companyia, tot i que n'hi ha abundància. Les plomes dels mascles són d'un color gris marró: els peus i el bec són com els d'un gall dindi, però una mica més torts. Poc no tenen cua, però la seva part posterior coberta de plomes és arrodonida, com la gropa d'un cavall; són més alts que els galls dindis. El seu coll és recte, i una mica més llarg en proporció que el d'un gall dindi quan aixeca el cap. El seu ull és negre i viu, i el seu cap sense cresta ni plomall. No volen mai, les seves ales són massa petites per suportar el pes dels seus cossos; només serveixen per colpejar-se, i aletegen quan es criden. Giraran vint o trenta vegades junts al mateix costat, durant l'espai de quatre o cinc minuts. El moviment de les seves ales fa llavors un soroll molt semblant al d'un sonall; i es pot sentir a dos-cents passos. L'os de la seva ala creix més gran cap a l'extrem, i forma una petita massa rodona sota les plomes, tan gran com una bala de mosquet. Això i el seu bec són la principal defensa d'aquest ocell. És molt difícil atrapar-lo al bosc, però fàcil en llocs oberts, perquè correm més ràpid que ells, i de vegades ens acostem a ells sense gaire problema. De març a setembre són extremadament grassos i tenen un sabor admirable, sobretot quan són joves, alguns dels mascles pesen quaranta-cinc lliures. | » |

Diverses de les observacions de Leguat es van confirmar posteriorment mitjançant l'estudi de les restes subfòssils del solitari de Rodrigues. Les línies de contorn corbes de la pelvis també suporten la rodonesa de les seves parts posteriors, que va comparar amb la d'un cavall. Així mateix, apareix una superfície acanalada a la base del bec, que indica la posició de la carena caruncular, que Leguat va descriure com un «pic de colom». Abans que es trobessin fòssils de la protuberància carpiana, Strickland va observar que la quilla de l'estern del solitari de Rodrigues estava tan ben desenvolupada que gairebé indicava que havia posseït la capacitat de volar; tanmateix, com que l'húmer era molt curt, va inferir que això estava relacionat amb l'afirmació de Leguat que utilitzaven les seves ales per a la defensa.

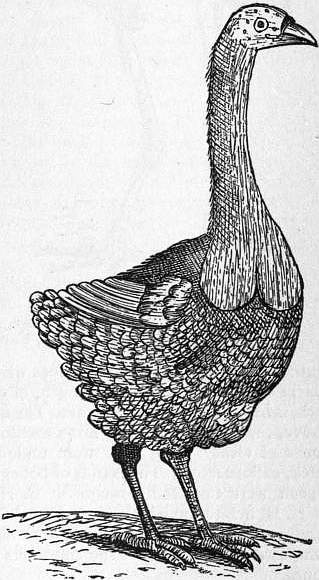
Imatge d'un solitari de Rodrigues que apareix al llibre El viatge de François Leguat de Bresse, a Rodríguez, Maurici, Java i el Cap de Bona Esperança (1891). És un facsímil d'una figura del llibre de François Leguat Viatge i aventures de François Leguat i els seus companys a dues illes desertes de les Índies Orientals (1708)

Leguat va continuar amb una descripció elaborada de la femella de solitari de Rodrigues, que també sembla ser el sexe representat a la seva il·lustració de l'ocell:
| « | Les femelles són meravellosament belles, algunes clares, altres marrons; Jo les dic clares, perquè són del color dels cabells clars. Tenen una mena de pic, com el d'un colom, que és d'un color fosc. Cap ploma no s'allunya de l'altre per tot el seu cos, tenen molta cura d'ajustar-les i empolainant-les totes fins i tot amb els seus becs. Les plomes de les cuixes són rodones al final com les petxines, i al ser-hi molt gruixudes, tenen un efecte agradable. Tenen dues elevacions en els seu pit i les plomes són més blanques que la resta, la qual cosa representa vivament el coll fi d'una bella dona. Caminen amb tanta majestuositat i bona gràcia, que no es pot evitar admirar-les i estimar-les; per la qual cosa la seva bona aparença sovint salva les seves vides. | » |

S'ha proposat que la comparació de Leguat entre el pit de la femella del solitari de l'illa Rodrigues i el «bonic pit d'una dona» (canviat a «coll fi» en algunes edicions de les seves memòries) era per l'anhel de companyia femenina.
Les declaracions de Leguat van ser confirmades per una altra descripció de Julien Tafforet, que va escriure el 1726:
| « | El solitari és un ocell gran, que pesa unes quaranta o cinquanta lliures. Tenen el cap molt gran, amb una mena de diadema, com de vellut negre. Les seves plomes no són ni plomes ni pelatge; són de color gris clar, amb una mica de negre a l'esquena. Amb orgull, ja sigui sol o en parella, s'arrossen el plomatge o el pelatge amb el bec i es mantenen molt nets. Tenen els dits dels peus proveïts d'escates dures i corren amb rapidesa, sobretot entre les roques, on un home, per àgil que sigui, difícilment els pot agafar. Tenen un bec molt curt, d'aproximadament una polzada de llargada, que és esmolat. Ells, però, no intenten fer mal a ningú, excepte quan troben algú que ho fa abans que ells, i, quan estan molt pressionats, intenten picotejar-lo. Tenen una petita soca d'ala, que té una mena de bala a l'extrem, i serveix de defensa. | » |

## Comportament i ecologia
Les observacions del solitari de Rodrigues en vida indiquen que eren molt territorials. Presumiblement, resolien les disputes colpejant-se mútuament amb les ales; per ajudar a aquest propòsit utilitzaven les protuberàncies dels seus canells. Les fractures dels ossos de les ales també indiquen que es van utilitzar en combat. També s'ha suggerit que aquestes fractures poden haver estat el resultat d'una malaltia òssia hereditària en lloc de lesions per lluites. Però en tots els ocells existents on hi ha esperons i protuberàncies del carp, aquests s'utilitzen com a armes sense excepcions. Tot i que s'han trobat alguns ossos de dodo amb fractures curades, tenia músculs pectorals febles i ales més reduïdes en comparació amb el solitari de Rodrigues. Com que Rodrigues rep menys pluges i té més variació estacional que Maurici, fet que hauria afectat la disponibilitat de recursos a l'illa, el solitari de Rodrigues tindria més motius per desenvolupar un comportament territorial agressiu. Diversos relats afirmen que també es defensaven amb una picotada potent.

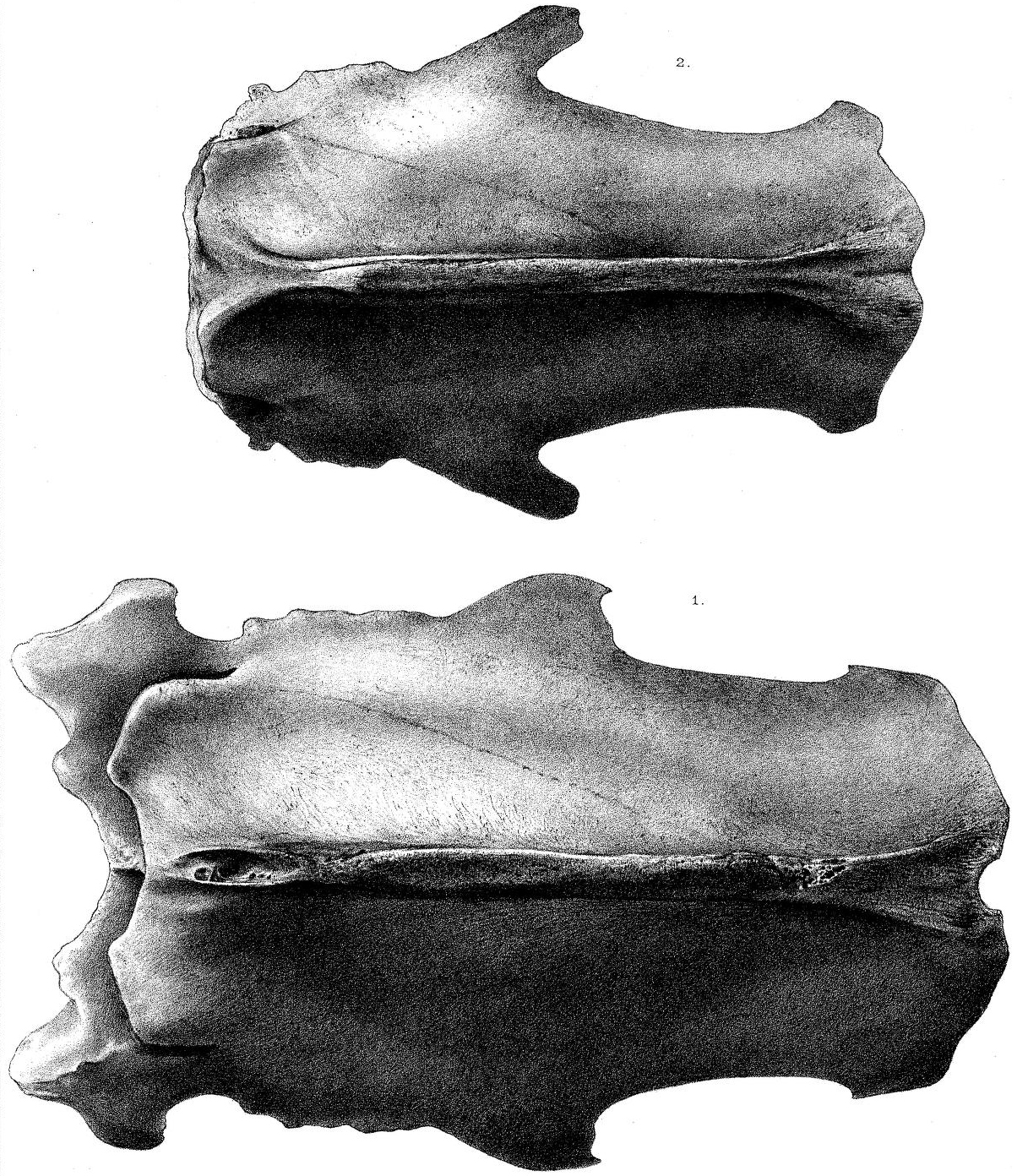
Estern d'una femella (a dalt) i mascle (a baix)
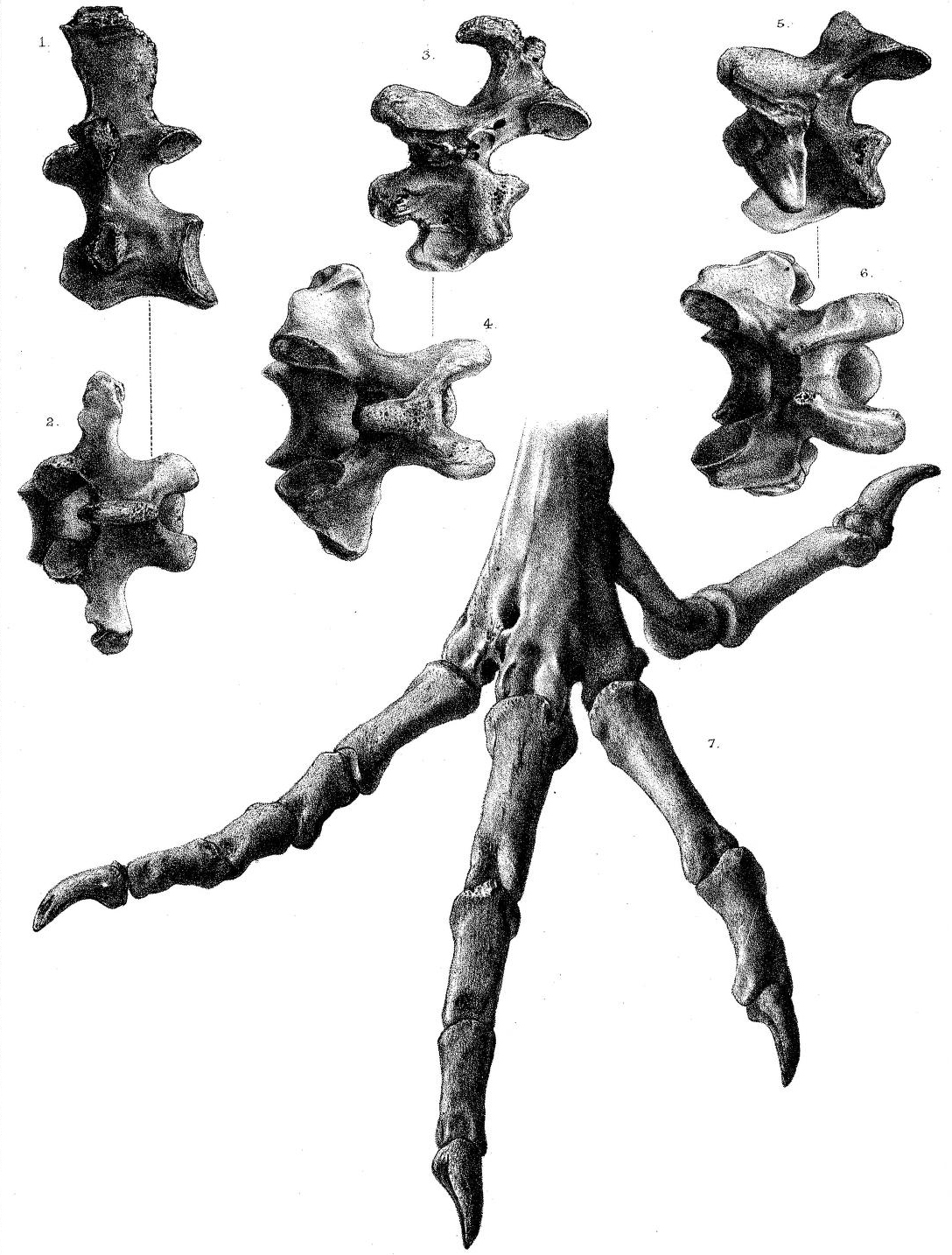
Vèrtebres i peu esquerre

A més del seu ús com a armes, ambdós sexes del solitari de Rodrigues també utilitzaven les seves ales per a la comunicació. Les ales podrien crear sons de baixa freqüència per comunicar-se amb els companys o per advertir als rivals, però es desconeix exactament com es creava aquest so. El so es podia escoltar a 180 m de distància i, per tant, pot ser que fos la mida del territori d'un individu. També se sap que altres espècies d'ocells (per exemple, el manaquí d'ales blanques (Machaeropterus deliciosus)) utilitzen les seves ales per crear sons que atrauen companys o marquen el seu territori.
El 1869, els germans Newton van suggerir que les protuberàncies del carp es podrien haver format per lesions contínues, ja que s'assemblen a un os malalt. També s'ha afirmat que les protuberàncies del carp es van formar a causa d'una malaltia hereditària causada per la consanguinitat. Això es va descartar en un estudi del 2013, ja que probablement aquestes lesions no només es produirien en una part específica de l'esquelet, sinó que apareixeran en qualsevol teixit ossi en creixement. Si aquesta malaltia fos deguda a la consanguinitat, també estaria present en altres poblacions d'ocells illencs aïllats, però no ho és. Els autors, en canvi, van suggerir que els ossos de les ales contenien teixit metaplàstic capaç de formar la protuberància. Aquest desenvolupament va ser com a resposta als impactes continus durant el combat, o bé a les hormones alliberades quan els individus s'aparellaven i adquirien territoris. Sembla que un mascle que havia ocupat un territori durant molt de temps tindria unes protuberàncies carpianes especialment grans, i que els seus companys també tindrien aquests desenvolupaments, només més petits.

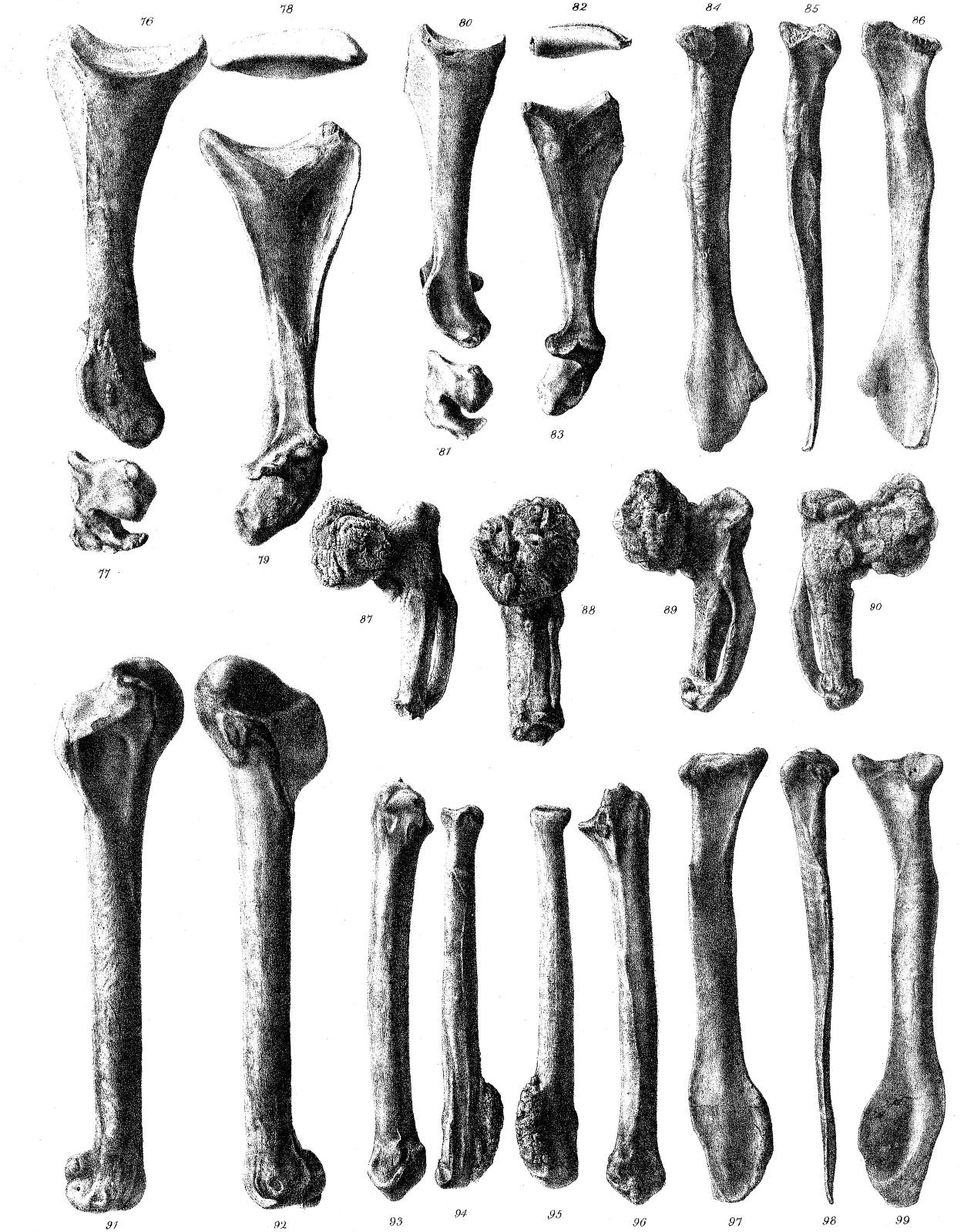
Ossos de les ales, incloses les protuberàncies del carp (87–90) al centre dret
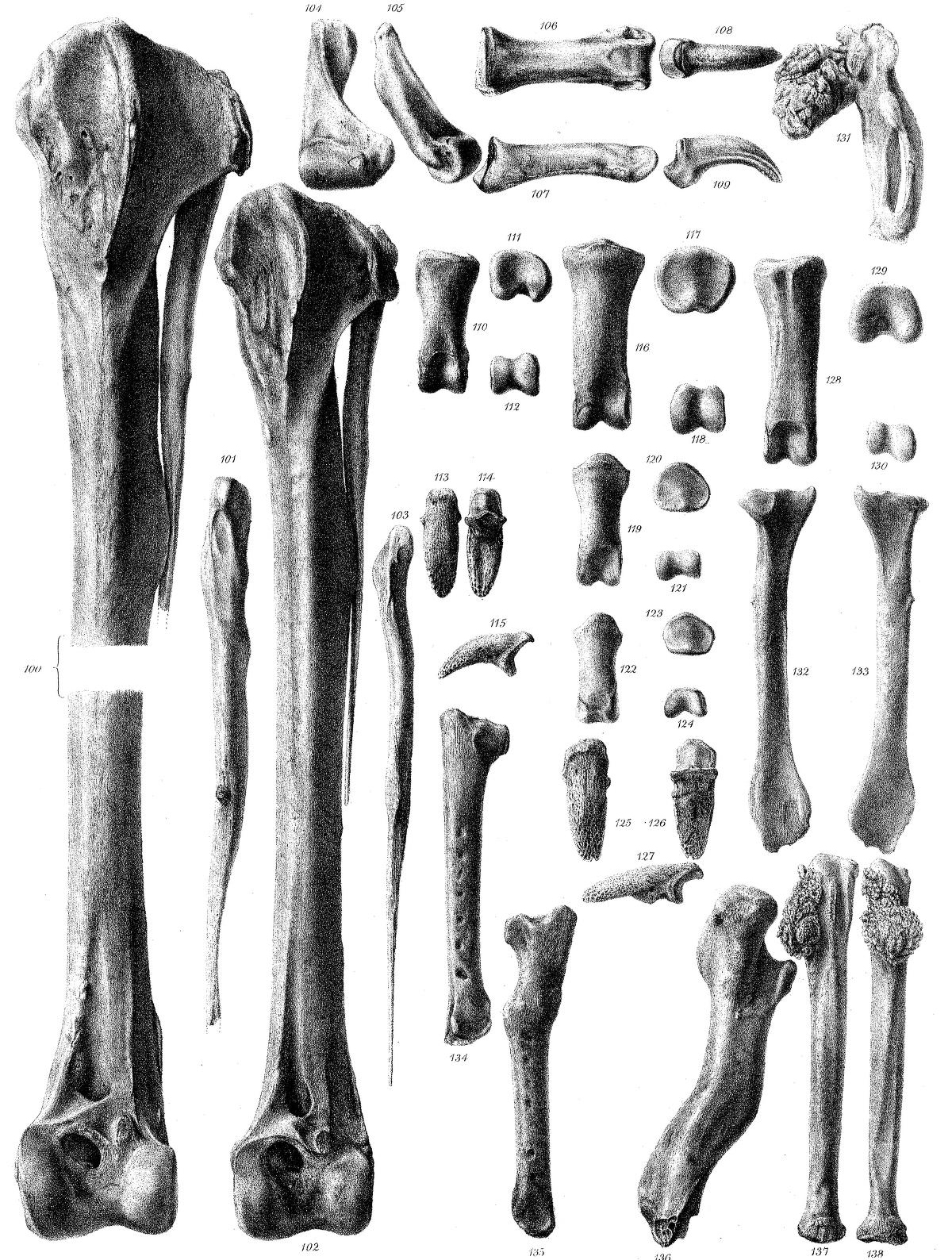
Ossos de les extremitats, dos amb fractures curades (135–136) a la part inferior dreta

Algunes proves, inclosa la seva gran mida i el fet que els ocells tropicals i frugívors tenen taxes de creixement més lentes, indiquen que el solitari de Rodrigues podria haver tingut un període de desenvolupament prolongat. A partir d'estimacions massives, s'ha suggerit que el mascle podria arribar als 28 anys, i la femella als 17 anys. L'economista francès Pierre-André d'Héguerty, escrivint sobre la seva estada a l'illa cap al 1735, va afirmar que un solitari de Rodrigues captiu (que va descriure com d'aspecte melancòlic) caminava sempre en la mateixa línia fins que no podia avançar, i després tornava. L'espècie pot haver viscut principalment als boscos de l'illa, més que a les costes.
Moltes altres espècies endèmiques de Rodrigues es van extingir després de l'arribada dels humans, perquè l'ecosistema de l'illa va quedar molt danyat. Abans que arribessin els humans, els boscos cobrien l'illa completament, però avui en dia en queda molt poc a causa de la desforestació. El solitari de Rodrigues va conviure al costat d'altres ocells recentment extingits com el rascló de Rodrigues (Erythromachus leguati), el lloro de Rodrigues (Necropsittacus rodricanus), el periquito de Rodrigues (Psittacula exsul), l'estornell de Rodrigues (Necropsar rodericanus), el mussol de Rodrigues (Mascarenotus murivorus), la martinet de nit de Rodrigues (Nycticorax megacephalusz) i la tórtora de Rodrigues (Nesoenas rodericanus). Els rèptils extints inclouen la tortuga gegant amb cúpula de Rodrigues (Cylindraspis peltastes), la tortuga gegant amb llom de sella de Rodrigues (Cylindraspis vosmaeri), i el gecko diurn de Rodrigues (Phelsuma edwardnewtoni).

### Dieta
François Leguat va afirmar que el solitari de l'illa Rodrigues s'alimentava de dàtils, mentre que Julien Tafforet va esmentar llavors i fulles. Cap altre relat menciona la dieta.  S'ha suggerit que menjava fruites de Latania, per la qual cosa competia amb les tortugues gegants Cylindraspis actualment extintes. No se sap com s'alimentaven les cries, però els coloms relacionats proporcionen llet de pap a les seves cries.  La producció de  llet de pap de la femella pot haver coberta internament per les glàndules secretores que produïen la llet de pap. Si la teoria és correcta, els ocells poden haver practicat una divisió del treball, on la femella criava i alimentava amb llet de pap a la cria, mentre que el mascle recollia els aliments per a produir la llet i els lliurava a la femella. S'ha suggerit que la mida màxima aconseguida pel solitari de Rodrigues i el dodo estava limitada per la quantitat de llet de pap que van poder produir per a les seves cries durant el creixement primerenc.

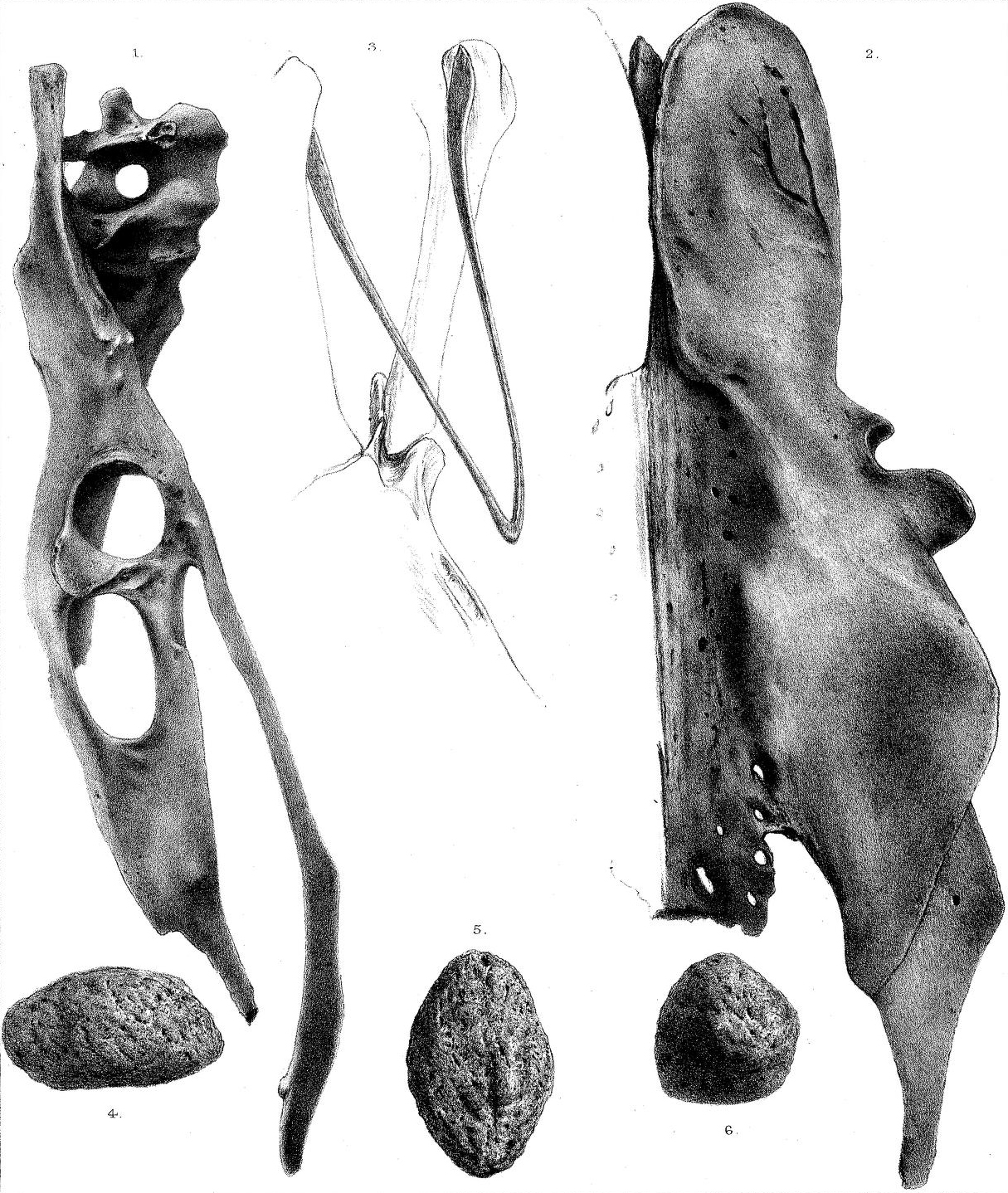
Pelvis d'una femella (1) i d'un mascle (2), fúrcula (3) i pedra del pedrer (4–6)
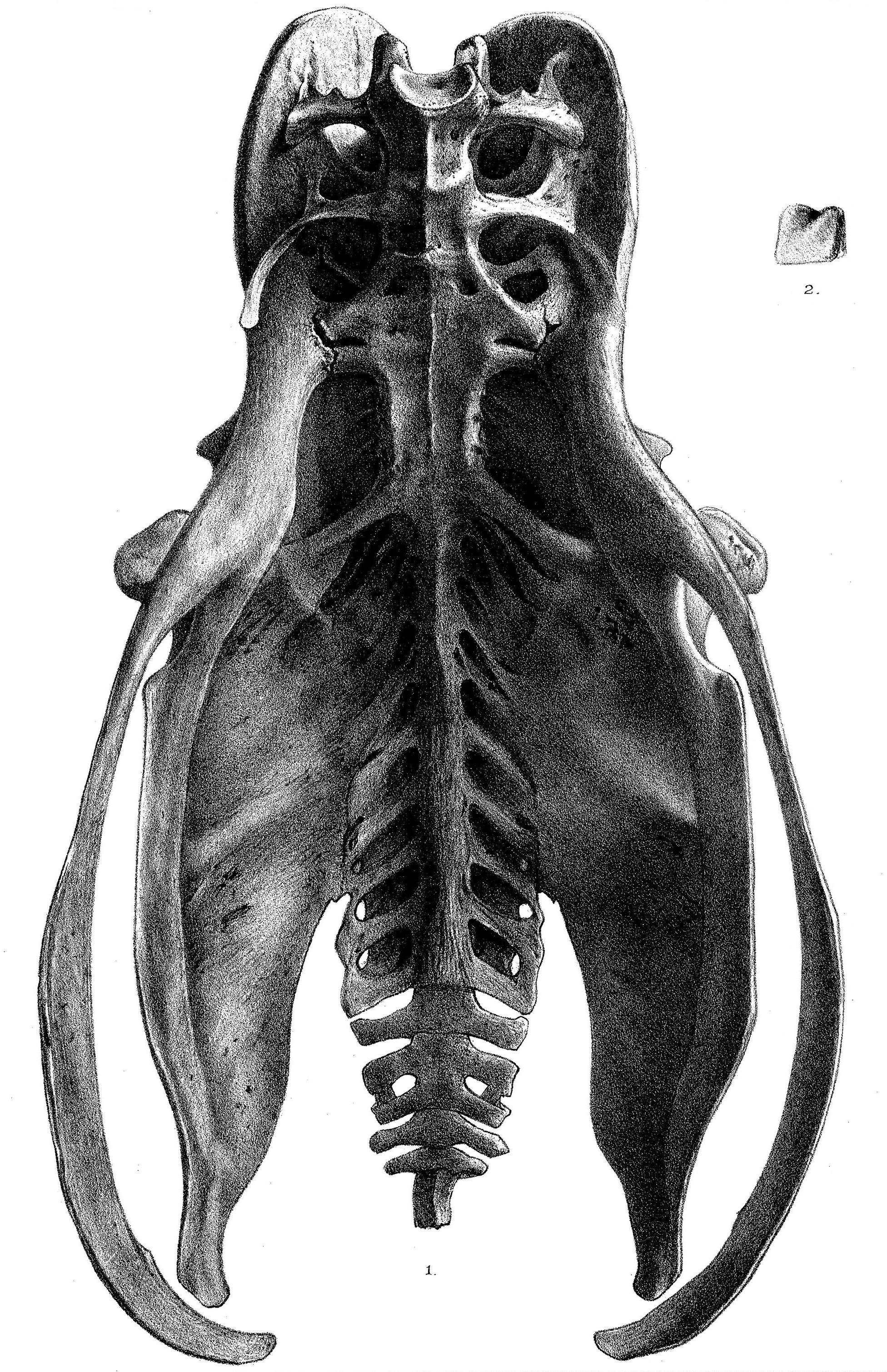
Pelvis masculina vista per sota i còccix

Diversos relats contemporanis afirmen que el solitari de Rodrigues utilitzava pedres de pap. Els dodos també va fer això, cosa que pot implicar una dieta similar. Leguat va descriure les pedres en el passatge següent, esmentant que els solitaris de l'illa Rodrigues es van negar a alimentar-se en captivitat:
| « | Tot i que aquests ocells de vegades s'acosten molt familiarment a un, quan no correm darrere seu, mai creixeran domesticats. Tan bon punt són atrapats, vessen llàgrimes sense plorar, i rebutgen tota subsistència fins que moren. Trobem al pap, tant del mascle com de la femella, una pedra marró, de la mida d'un ou de gallina, és una mica aspra, plana per un costat i rodona per l'altre, pesada i dura. Creiem que aquesta pedra era allà quan van néixer, perquè per molt joves que siguin, sempre et trobes amb ella. Nomès en tenen una i, a més, el pas del coll cap al pap és tan estret, que un objecte d'aquesta mida no pot passar. Servia per esmolar els nostres ganivets degut que és millor que qualsevol altra pedra. | » |

L'any 1877 es van trobar tres pedres en una caverna de Rodrigues, cadascuna prop d'un esquelet de solitari de Rodrigues, i es va inferir que eren les pedres de pap esmentades per Leguat. Una de les pedres va ser examinada i es va trobar que era dolerita: una mica aspra, dura i pesada, al voltant de 50 grams, però amb prou feines plana per un costat, tal com va descriure Leguat. Això podria ser degut a la seva associació amb un individu jove. Tot i que Leguat va afirmar que l'ocell naixia amb la pedra de pap ja dins, en realitat els adults probablement van introduir aquestes pedres a les seves cries.

### Reproducció
El relat més detallat dels hàbits reproductius del solitari de l'illa Rodrigues és el de François Leguat. Va descriure l'aparellament i la nidificació de la següent manera:
| « | Quan aquests ocells construeixen els seus nius, trien un lloc net, reuneixen unes fulles de palmera per a aquest propòsit i les amunteguen a un peu i mig d'alçada del terra, on s'asseuen. No posen mai més que un ou, que és molt més gran que el d'una oca. El mascle i la femella el cobreixen al seu torn, i la cria no eclosionarà fins al final de set setmanes: els pares sempre estan a prop dels seus fills o els porten menjar, que no poden valer-se per si mateixos durant diversos mesos. No toleraran que cap altre ocell de la seva espècie arribi a menys de dos-centes iardes al voltant del lloc; però el que és molt singular, és que els mascles mai s'allunyaran les femelles, només quan en perceben un intrús fa un soroll amb les seves ales per avisar a la femella, i la parella expulsa l'estrany no desitjat, sense deixar-lo fins que es troba fora dels límits del seu territori. Això ho hem observat diverses vegades, i afirmo que és cert. Els combats entre ells en aquesta ocasió duren de vegades bastant temps, ja que l'intrús només pot quedar-se i no simplement allunyar-se del niu. Tanmateix, la parella no s'aparta d'ell fins que no l'ha fet fora dels seus límits. Després que aquests ocells hagin criat la seva cria i l'hagin deixat sola, sempre estan junts, cosa que els altres ocells no, i encara que es barregin amb altres ocells de la mateixa espècie, aquests dos companys mai se separen. Sovint hem observat que uns dies després que la cria hagi deixat el niu, la cria junt amb un grup de trenta o quaranta ocells joves s'apropa als seus pares amb la seva parella abans que el grup marxi cap a un altre indret. Sovint els segueixen, i vam trobar que després els adults anaven sols, o en parelles, i deixaven els dos joves junts, que anomenàvem un matrimoni. | » |

La posta es va descriure que consistia en només d'un sol ou; donada la gran mida de l'ocell, això va fer proposar que el solitari fos K-seleccionat, la qual cosa significa que va produir un nombre baix de descendència altricial, que va requerir una àmplia cura dels pares fins a la maduresa. La reunió de joves no relacionats suggereix que van formar crèches (escoles bressol), que poden haver creat els adults que buscaven menjar com a part del procés d'aprenentatge. Un estudi de restes subfòssils va trobar que la protuberància carpiana només es va desenvolupar després que l'ocell assolís la maduresa esquelètica.

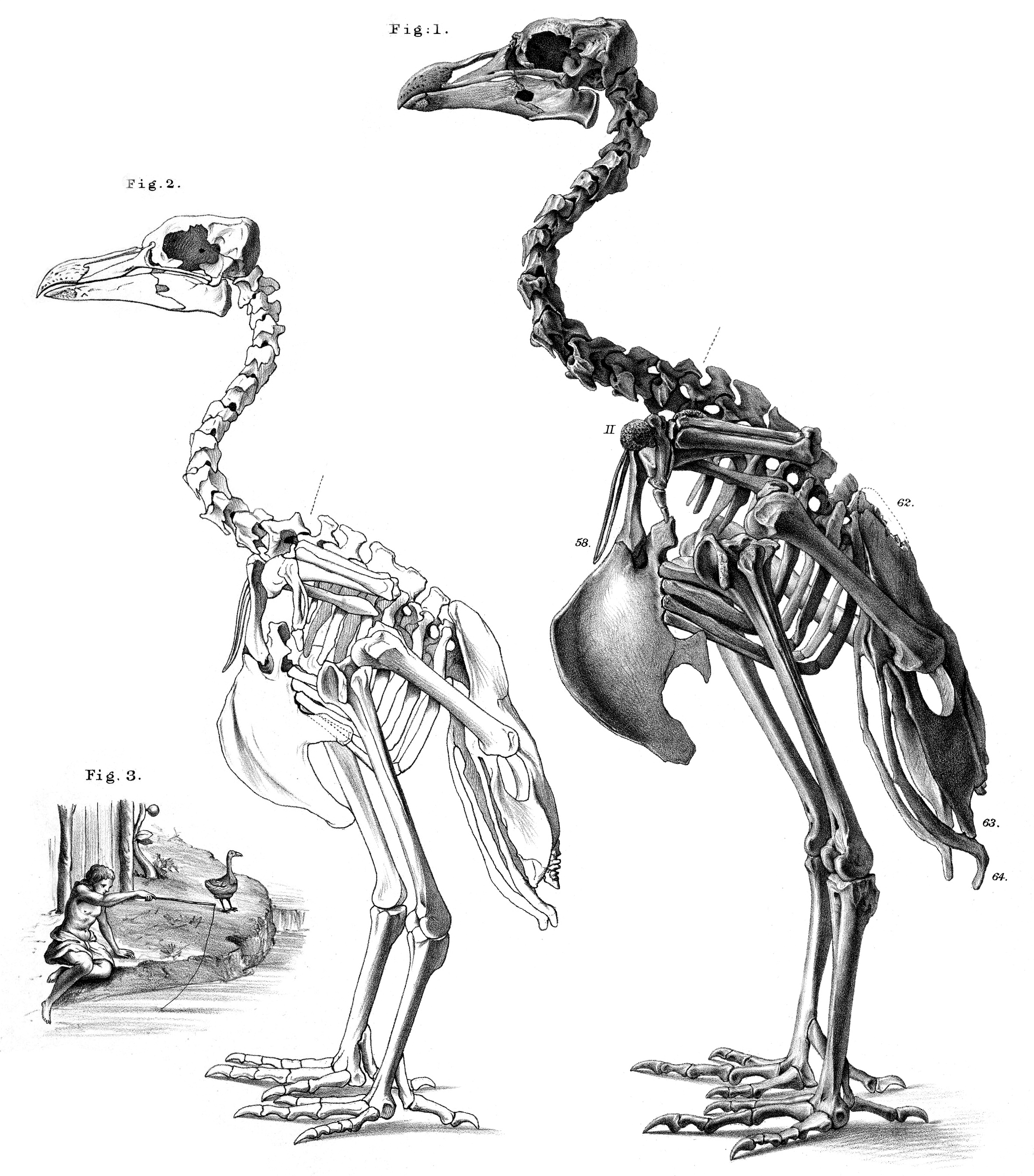
Esquelets d'una femella i un mascle recollits el 1874
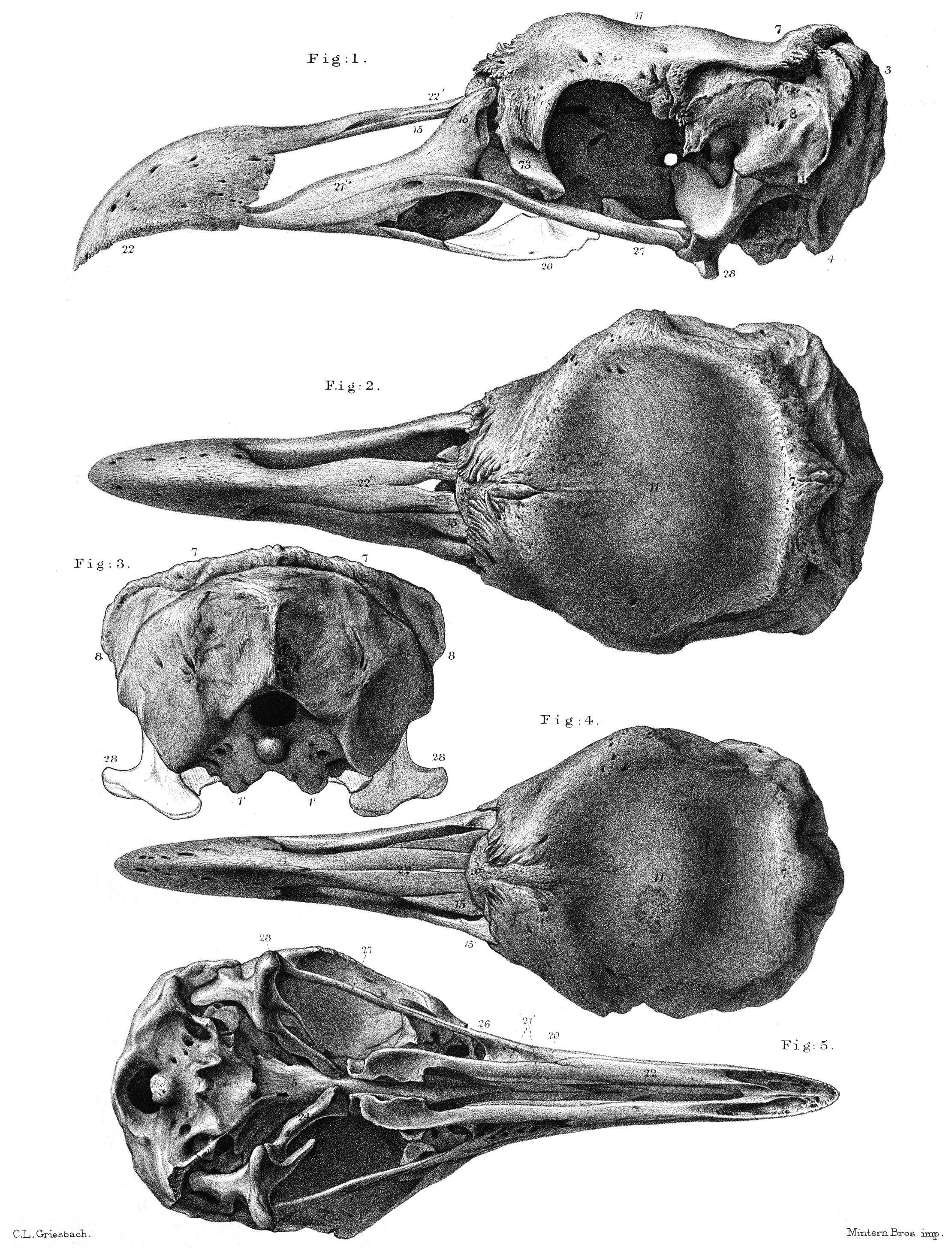
Cranis d'un mascle i una femella en diverses vistes
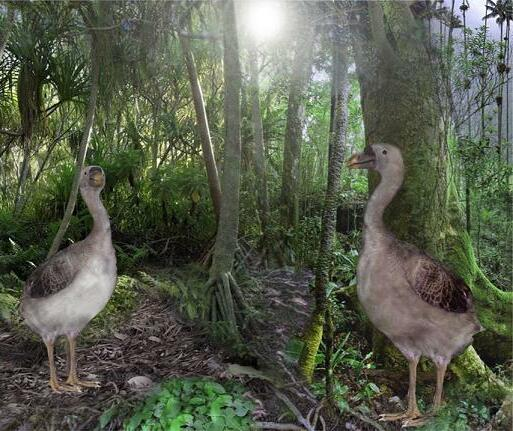
Restauració amb fotomuntatge d'una femella i un mascle nidificant i el seu entorn

El relat de Tafforet confirma la descripció de Leguat del comportament reproductiu, i afegeix que els solitaris de Rodrigues fins i tot atacaven els humans que s'acosteven a les seves cries:
| « | No volen gens, no tenen plomes a les ales, però les bateixen i fan un gran soroll amb les ales quan estan enfadats, i el soroll és semblant a un tro a la llunyania. Només ponen, com em fan suposar, un cop a l'any, i només un ou. No és que hagi vist els seus ous, perquè no he pogut descobrir on ponen. Però no he vist mai més que un petit sol amb ells i, si algú s'hi volgués apropar, el picotegen molt severament. Aquests ocells viuen de llavors i fulles dels arbres, que recullen del terra. Tenen un pap més gran que el puny, i el que sorprèn és que s'hi troba una pedra de la mida d'un ou de gallina, de forma ovalada, una mica aplanada, encara que aquest animal no pot empassar res més gran que una petita pedra de la mida d'una cirera. Els he menjat: estan bastant tolerables. | » |

La diferència de mida entre sexes ha fet suggerir que el solitari de Rodrigues no era monògam com afirma Leguat, i que aquest home profundament religiós atribuïa el tret a l'ocell per raons morals. S'ha proposat que era polígin, i el comportament de batre les ales descrit per als mascles suggereix un lek en l'aparellament, on els mascles es reuneixen per a una exhibició competitiva d'aparellament.  Tanmateix, el dimorfisme de mida sí que es produeix en alguns ocells monògams; la majoria dels altres coloms també són monògams. Un article de 2015 proposava que els mascles convidaven les femelles als seus territoris com a companyes secundàries, cosa que donaria lloc a que la femella resident actués de manera agressiva cap a la nouvinguda. Un comportament similar s'observa en espècies que practiquen la poligínia de defensa dels recursos. Probablement els territoris proporcionaven tot el menjar que necessitaven els ocells, a més d'actuar com a zones de reproducció, i probablement hi havia una intensa competència pels territoris favorables. El fet que l'illa Rodrigues es va reduir un 90% al final del Plistocè també pot haver contribuït a aquesta competència per territoris i, per tant, afavorir el dimorfisme sexual.

## Relació amb els humans
El vicealmirall holandès Hans Hendricksz Bouwer va ser el primer a fer una llista de «dodos», molt probablement referint-se al solitari de Rodrigues, com a part de la fauna de Rodrigues l'any 1601.  El viatger anglès Sir Thomas Herbert va tornar a esmentar «dodos» a Rodrigues el 1634, i també van ser esmentats l'any 1700.  El següent relat, que va ser el primer que es referia a l'ocell com a «solitaire» (solitari), es va publicar a les memòries de François Leguat de 1708, A New Voyage to the East Indies.  Leguat va ser el líder d'un grup de nou refugiats hugonots francesos, que van ser els primers a colonitzar l'illa entre 1691 i 1693, després que el seu capità els abandonès allà. La seva descripció del solitari de Rodrigues i el seu comportament és el relat més detallat de l'ocell en vida, i també va descriure altres espècies que actualment s'han extingit. Les observacions de Leguat es consideren alguns dels primers relats cohesionats del comportament animal a la natura. Més tard va marxar cap a Maurici, però era massa tard per observar els dodos.
Els hugonots elogiaven els solitaris de Rodrigues pel seu sabor, especialment el dels joves, i utilitzaven les seves pedres de pap com a esmoladora de ganivets. D'Héguerty va afirmar més tard que aquests també eren útils en medicina i els va referir com a «betzoars». La segona descripció més detallada de l'ocell es va trobar en un document anònim redescobert l'any 1874 anomenat Relation de l'Ile Rodrigue, que s'ha atribuït a Julien Tafforet, un mariner abandonat a Rodrigues el 1726. Les seves observacions es consideren creïbles, tot i que ho són, se sap que tenia una còpia de les memòries de Leguat durant la seva estada.

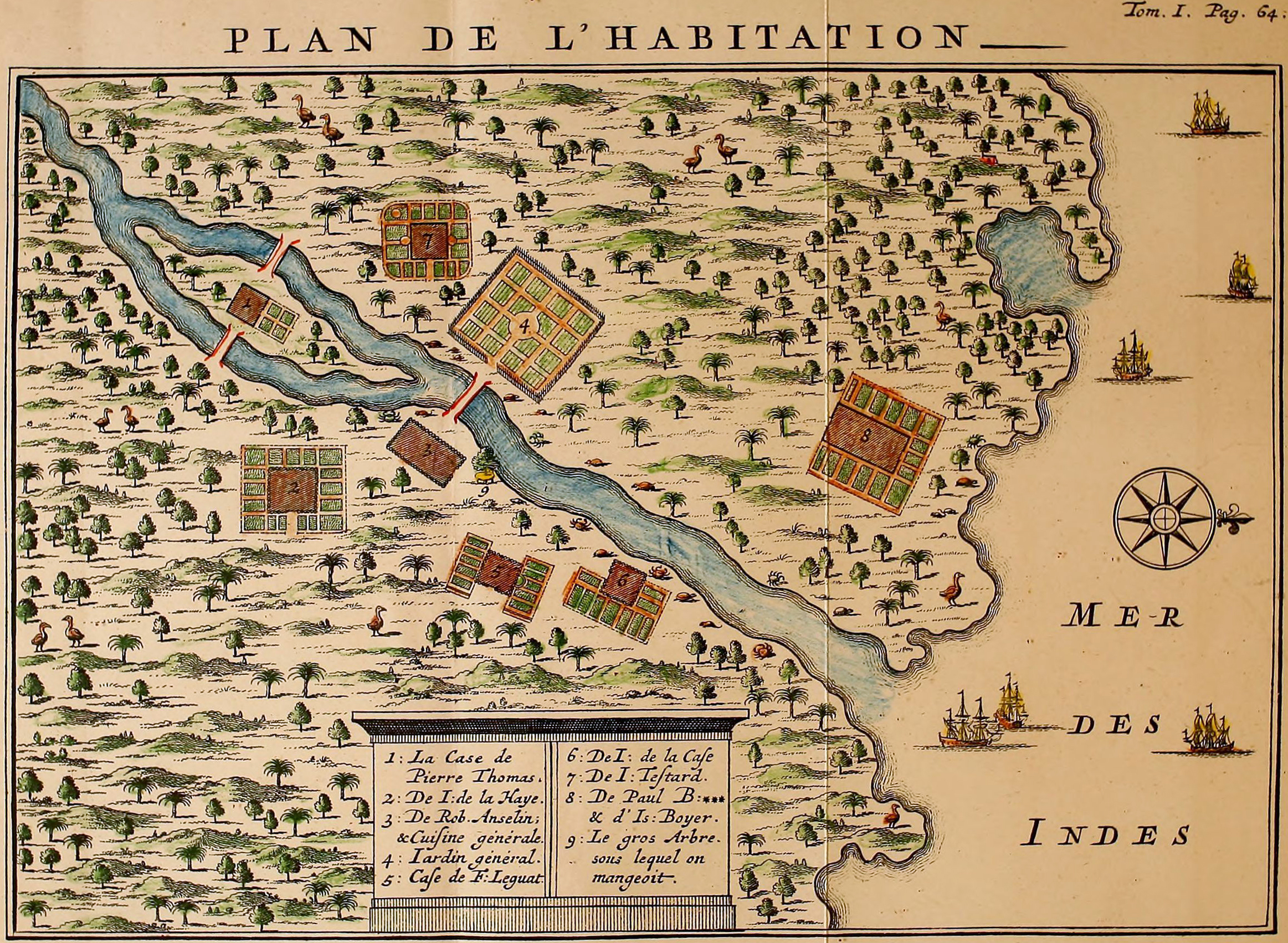
Els mapes de Rodrigues i el seu assentament de Leguat de 1708. Els solitaris de l'illa Rodrigues estan distribuïts pels mapes, molts per parelles
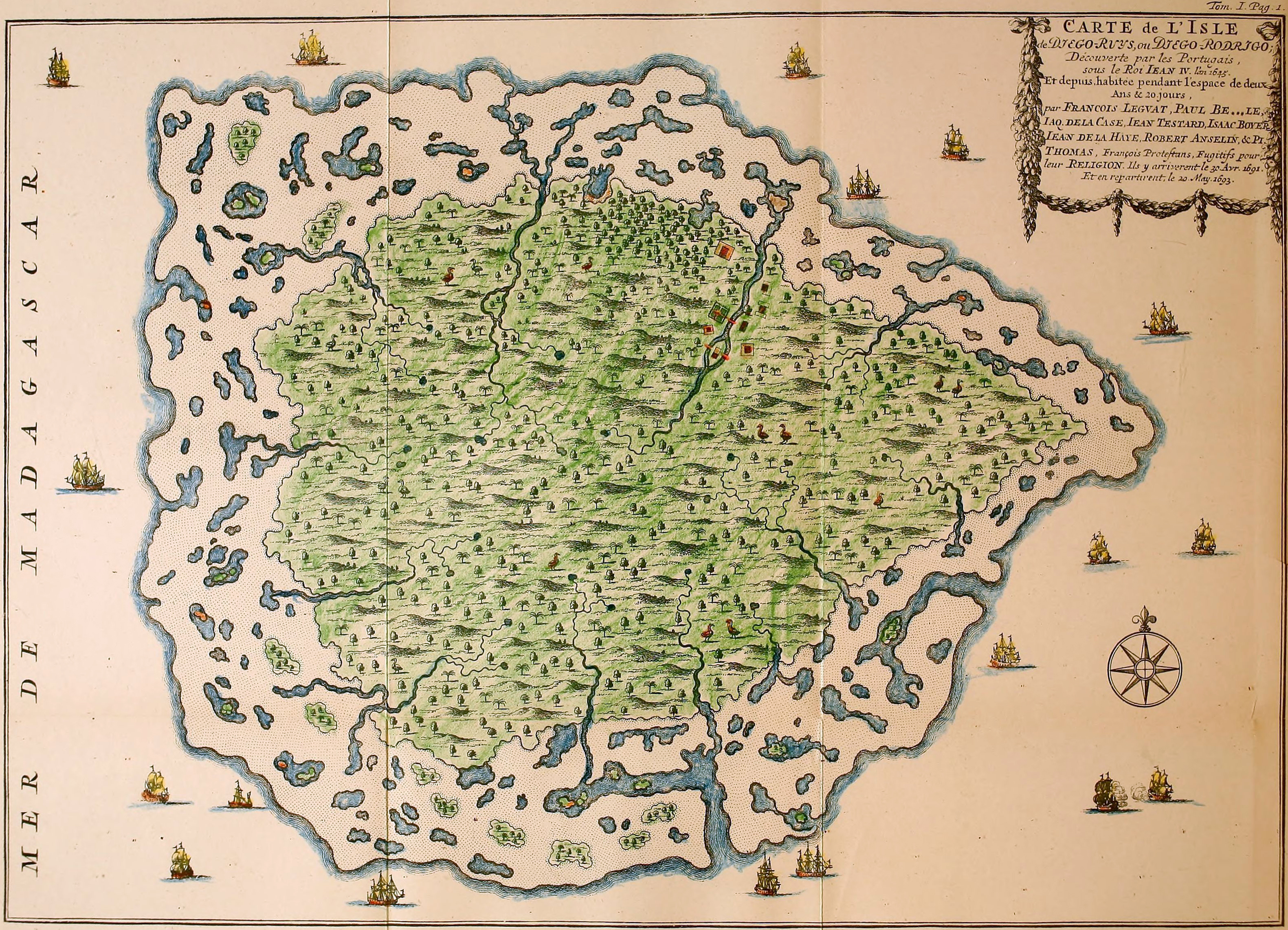
Mapa de Rodrigues, decorat amb solitaris
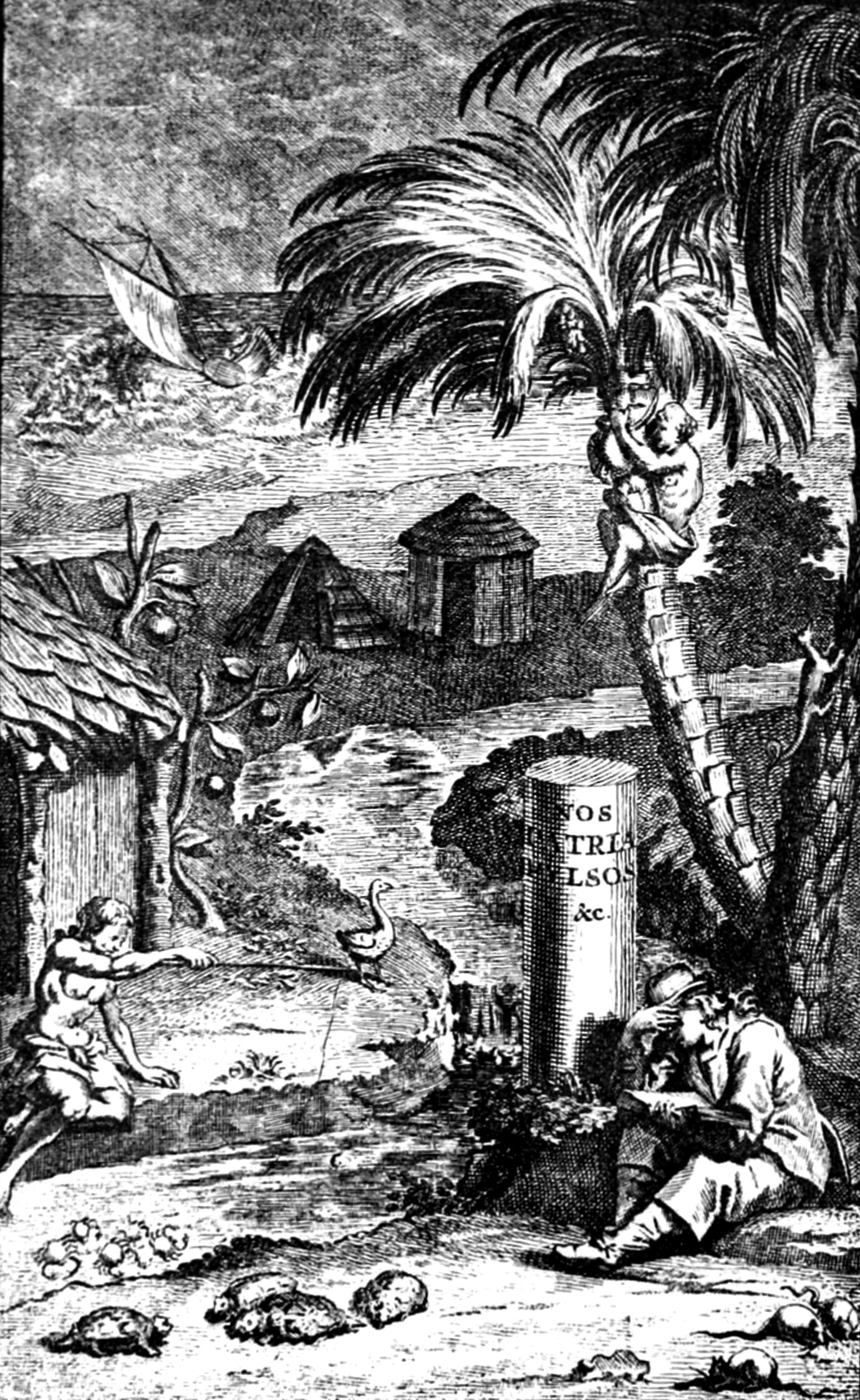
Frontispici de les memòries de Leguat de 1708, que mostra el seu assentament a Rodrigues, i un solitari al mig

Molts relats antics esmenten que els solitaris de Rodrigues eren caçats per humans. El zoòleg danès Japetus Steenstrup va assenyalar que algunes restes de solitari de Rodrigues tenien rastres d'haver estat trencades per un humà o potser per un altre gran depredador, per extreure medul·la òssia. Escrivint el 1735, el tinent francès Gennes de la Chancelière va descriure la captura i el consum de dos exemplars de la següent manera:
| « | Els nostres homes van explicar haver vist cabres i una gran quantitat d'ocells de diferents espècies: van portar, entre d'altres, dos dels quals eren un terç més grans que el gall dindi més gran; semblaven, tanmateix, encara bastant joves, encara amb el coll i el cap baix; les seves puntes de les ales eren poc plomades, sense cap cua adequada. Tres mariners em van explicar que n'havien vist dos més, de la mateixa espècie, tan grossos com l'estruç més gran. Les cries que anaven amb ells tenien el cap més o menys semblant a aquest darrer animal, però els seus peus eren semblants als dels galls dindis, en comptes de les de l'estruç que és bifurcat i escindit en forma de peu de darrera. Aquests dos ocells, quan es van pelar, tenien una polzada de greix al cos. Un es va convertir en un pastís, que va resultar tan dur que era inmenjable. | » |

A diferència del dodo, no se sap que cap solitari de Rodrigues hagi estat enviat viu a Europa. No obstant això, s'ha afirmat que l'oficial naval francès Bertrand-François Mahé de La Bourdonnais va enviar un solitaire a França des de la propera illa de la Reunió cap al 1740. Com que es creu que el solitari de Reunió (Threskiornis solitarius) es va extingir en aquesta data, l'ocell en realitat pot haver estat un solitari de Rodrigues.

## Extinció
El solitari de Rodrigues probablement es va extingir entre els anys 1730 i 1760; es desconeix la data exacta. La seva desaparició va coincidir amb el comerç de tortugues entre 1730 i 1750; els comerciants cremaven vegetació, caçaven solitaires i importaven gats i porcs que depredaven ous i pollets.  L'any 1755, l'enginyer francès Joseph-François Charpentier de Cossigny va intentar obtenir un exemplar viu, ja que se li havia assegurat que el solitari de Rodrigues encara sobrevivia a zones remotes de l'illa. Tot i que ho va intentar durant 18 mesos i oferint grans recompenses, no es va trobar cap. Va assenyalar que es culpava als gats de delmar l'espècie, però va sospitar que es devia a la caça dels humans.  L'astrònom francès Alexandre Guy Pingré no va trobar cap solitari quan va visitar Rodrigues per observar el trànsit de Venus el 1761, tot i que se li havia assegurat que van sobreviure. El seu amic, l'astrònom francès Pierre Charles Le Monnier va batejar la constel·lació Turdus Solitarius en honor de l'ocell per commemorar el viatge. Tot i que el solitari de Rodrigues és l'únic ocell extingit que té una antiga constel·lació anomenada així, els cartògrafs celestes no sabien com era i els mapes d'estrelles representaven altres ocells.
Quan el descobriment dels ossos subfòssils del solitari de l'illa Rodrigues a partir de 1786 va confirmar les descripcions de Leguat, cap resident viu de Rodrigues recordava haver vist exemplars vius. L'any 1831, un home que feia 40 anys que vivia a Rodrigues va dir que mai havia vist ocells prou grossos per ser solitaris de Rodrigues. Rodrigues cobreix només 104 km², cosa que fa poc plausible que l'ocell hagi sobreviscut sense ser detectat.